# Choroba Morgellonów
Ten artykuł opisuje teorie, metody lub czynności niezgodne ze współczesną wiedzą medyczną.
Choroba (syndrom) Morgellonów (ang. Morgellons disease, Morgellons syndrome; w polskich mediach określana mianem "morgellonka") – rzekome schorzenie skórne mające charakteryzować się szpecącymi ranami, obecnością na skórze i pod nią różnokolorowych włókien nieznanego pochodzenia oraz odnoszeniem przez pacjenta wrażenia pełzania robaków pod jego skórą. Liczne przypadki takiego stanu odnotowano u pacjentów w stanach Teksas, Floryda i Kalifornia w Stanach Zjednoczonych. Zdania naukowców na ten temat początkowo były podzielone. Część lekarzy uważa "chorobę Morgellonów" za objaw halucynozy pasożytniczej. Jednak Centrum Zwalczania i Zapobiegania Chorób (CDC) – amerykańska agencja rządowa zajmująca się zapobieganiem, monitoringiem i zwalczaniem chorób – wobec dużej liczby zgłaszanych przypadków, podjęła działania zmierzające do zbadania zjawiska i w 2008 stwierdziła, że nie wiadomo jeszcze, czy jest to nowa jednostka chorobowa. Dopiero w styczniu 2012 opublikowano wyniki badań CDC, które wykazały, że w ciałach pacjentów brak jest obcych organizmów, a tajemnicze włókna pochodzą z ubrań; badacze nie wykryli żadnego czynnika związanego z kondycją pacjenta lub inwazją pasożytniczą wywołującego objawy syndromu, podobnie jak w przypadku halucynozy pasożytniczej.
Terminu "Morgellons disease" użył po raz pierwszy w 1674 angielski lekarz Sir Thomas Browne opisując podobne schorzenie.